# Witold Nowacki

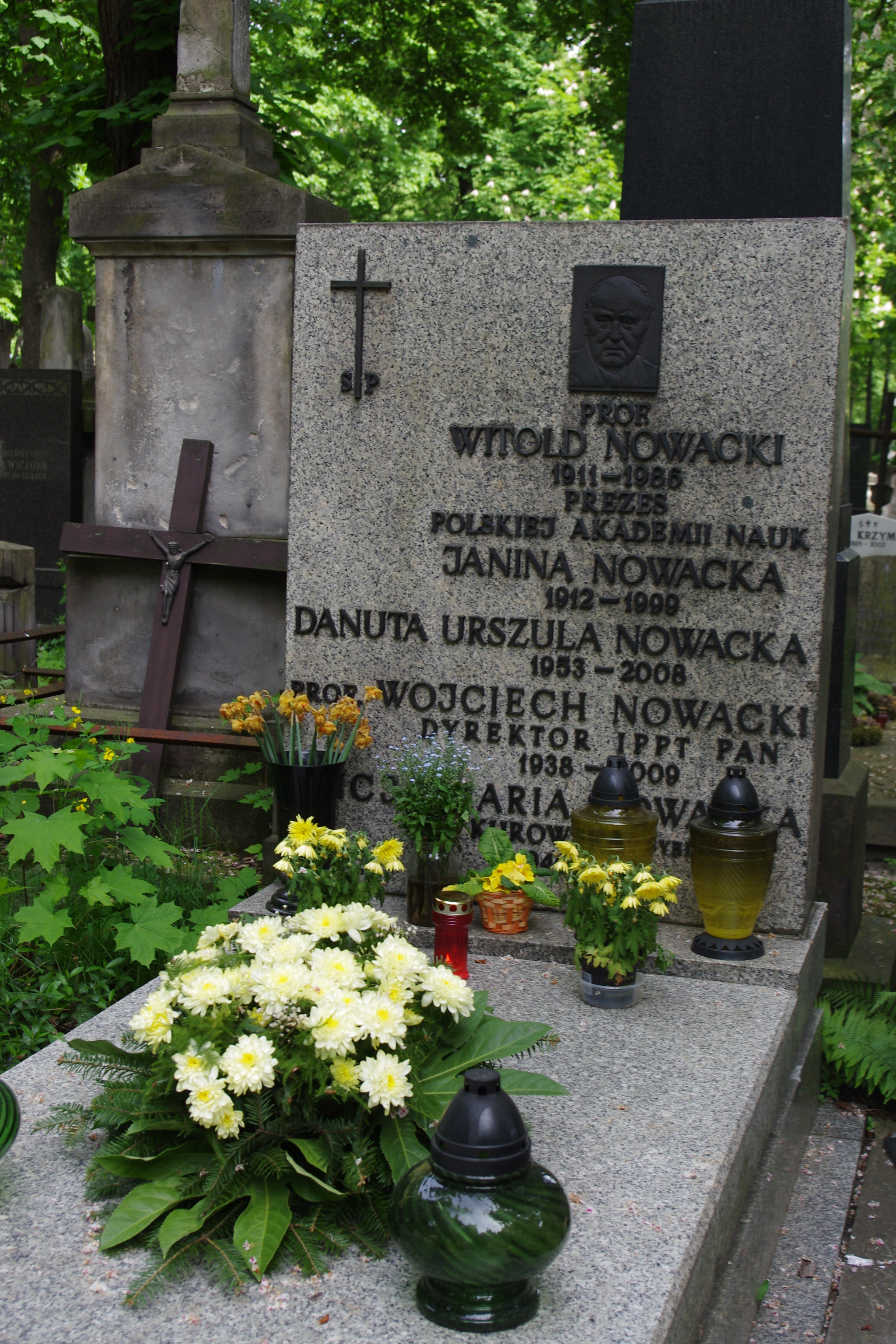
Grab von Nowacki in Warschau

Witold Nowacki  (* 20. Juli 1911 in Zakrzewo; † 23. August 1986 in Warschau) war ein polnischer Bauingenieur und Ingenieurwissenschaftler.

## Leben
Nowacki studierte 1929 bis 1934 Bauingenieurwesen an der TH Danzig und arbeitete dann als Bauingenieur im Norden Polens. Vom September 1939 bis Januar 1945 war er in deutscher Kriegsgefangenschaft in Woldenberg, wo er Mithäftlinge unterrichtete und wissenschaftliche Veröffentlichungen vorbereitete, mit denen er 1945 am Polytechnikum in Warschau promoviert wurde (und im selben Jahr habilitiert). Noch 1945 wurde er Professor am Polytechnikum in Danzig und 1952 am Polytechnikum in Warschau und ab 1956 war er Professor für Elastizitäts- und Plastizitätstheorie an der Universität Warschau.
Er schrieb polnische Lehrbücher über Baustatik, gründete auf diesem Gebiet in Polen Zeitschriften wie die Archives of Mechanics und hatte viele Schüler, die auch Professoren wurden.
Er war Mitglied der Polnischen Akademie der Wissenschaften und 1978 bis 1980 deren Präsident. 1979 wurde er zum Ehrenmitglied (Honorary Fellow) der Royal Society of Edinburgh gewählt.

## Schriften
- The state of stress in a thin plate due to the action of sources of heat. In: Proc. IABSE, Band 16, Zürich 1956
- Dynamics of elastic systems. Wiley, 1963
- Theorie des Kriechens – lineare Viskoelastizitat. Deuticke, Wien 1965
- Dynamic problems of thermoelasticity. Noordhoff, Leiden 1966
- Theory of asymmetric elasticity. PWN, Warschau 1981
- Autobiographische Notizen. PWN, Warschau 1985 (polnisch)